# Глуич, Йошко
Йошко Глуич (хорв. Joško Gluić; родился 23 сентября 1951, СФРЮ) — югославский футболист, полузащитник. Воспитанник сплитского «Хайдука», в основном составе которого дебютировал в возрасте 17 лет. За пять сезонов в чемпионате Югославии отыграл за «Хайдук» 55 матчей и забил 4 гола.
В 1974 году отправился в Нидерланды выступать за клуб «Гоу Эхед Иглз». В дебютном сезоне за клуб провёл в чемпионате 14 матчей и забил 2 гола, однако следующий сезон выдался для Глуича успешнее, в 28 матчах Йошко забил 12 матчей. После столь удачного сезона, Глуич перешёл в стан амстердамского «Аякса», но в команде у Йошко карьера не сложилось. Позже выступал за люблянскую «Олимпию», но отыграл за клуб только три матча.

## Биография

### «Хайдук»
В основной состав Йошко попал в возрасте 17 лет, тогдашним главным тренером команды был Славко Луштица. В чемпионате Югославии Глуич дебютировал 7 сентября 1969 года, в гостевом матче против команды «Слобода» из города Тузла, Йошко в матче вышел на замену вместо Ивицы Хлевняка. В игре «Хайдук» потерпел первое поражение в чемпионате, уступив «Слободе» со счётом 2:0. Дебютный гол за «Хайдук» Йошко забил 14 декабря в гостевой игре против «Бора», завершившемся вничью 1:1. За сезон, Йошко отыграл в чемпионате 8 матчей и забил 2 гола.
В своём втором сезоне за команду Глуич также редко попадал в основной состав, отыграв всего 8 матчей в чемпионате, по итогам которого, «Хайдук» стал чемпионом. Предыдущий чемпионский титул «Хайдуку» выигрывал 16 лет назад, в 1955 году. В сезоне 1971/1972, Йошко стал основным игроком команды, в том сезоне, главным тренером команды вместо Славко Луштица стал Томислав Ивич, работавший до этого с молодёжным составом «Хайдука». В сентябре 1971 года «Хайдуку» предстояло стартовать в первом раунде Кубка европейских чемпионов, соперником по первому раунду стала испанская «Валенсия». В обоих матчах, состоявшихся 15 и 29 сентября, Глуич в основной состав не попадал, однако выходил на замену. В первом матче в Испании, команды сыграли вничью 0:0, а дома «Хайдук» смог забить гол, отличился Перо Надовежа, но и испанцы также ответили забитым мячом, в итоге, в матче была зафиксирована ничья и благодаря забитому голу на чужом поле «Валенсия» вышла в следующий раунд. После вылета из еврокубков, «Хайдук» смог полностью сосредоточиться на чемпионате страны. Но по сравнению с прошлым чемпионатом, для «Хайдука» сезон оказался полностью неудачным, команда заняла лишь 10-е место. Чемпионом же стал прошлогодний бронзовый призёр первенства сараевский «Железничар», для которого титул чемпиона стал первый в истории команды. Глуич, став основным игроком, отыграл в чемпионате 25 матчей и забил 2 гола.
Однако в сезоне 1972/1973, Йошко потерял место в основном составе, во многом из-за того, что Томислав Ивич, благодаря которому Глуич и заиграл в основе, покинул команду и стал главным тренером клуба «Шибеник», а новый тренер команды Бранко Жебец не доверял Йошке место в составе. В итоге, Глуич сыграл лишь в 11 матчах чемпионата, а также в трёх играх Кубка обладателей кубков УЕФА. В 1973 году «Хайдук» возглавил Томислав Ивич, однако после окончания сезона 1973/1974, Йошко покинул команду и отправился в Нидерланды выступать за клуб «Гоу Эхед Иглз».

## Достижения
- Чемпион Югославии: 1971
- Обладатель кубка Югославии: 1972, 1973